# Jim Dawson
Jim Dawson (Parkersburg, Virgínia de l'Oest, 10 de setembre de 1944) és un escriptor estatunidenc radicat a Hollywood que s'autoproclama "petologista" (en anglès, "fartologist"), ja que ha escrit tres llibres sobre aquesta temàtica (els pets), un dels quals és el best-seller Who Cut the Cheese?.
Dawson també ha escrit a bastament sobre els inicis del rock 'n' roll i del rhythm and blues. Amb els seus escrits ha animat la reedició de les primeres produccions del rock, ja oblidades, i la producció de la pel·lícula biogràfica sobre Ritchie Valens La Bamba, que aprofita algunes de les seves troballes.

## Llibres (en anglès)

### Sobre la música
- 1992 'What Was the First Rock 'n' Roll Record?' (Faber and Faber) ISBN 9780571 129393
- 1994 'Nervous Man Nervous: Big Jay McNeely and the Rise of the Honking Tenor Sax' (Big Nickel Publ.) ISBN 0936433-17-5
- 1995 'The Twist: The Story of the Song and Dance That Changed the World' (Faber and Faber) ISBN 9780571 198528
- 1996 'Memories of Buddy Holly' (Big Nickel Publ.) ISBN 0936433-20-5
- 2003 '45 RPM: The History, Heroes & Villains of a Pop Music Revolution'(Backbeat Books/Hal Leonard) ISBN 9780879 307578
- 2005 'Rock Around the Clock: The Record That Started the Rock Revolution'(Backbeat Books/Hal Leonard) ISBN 9780879 308292
- 2008 'Los Angeles's Angels Flight' (Arcadia Publishing) ISBN 9780738 558127

### Sobre els pets (i les paraulotes, també)
- 1999 'Who Cut the Cheese? A Cultural History of the Fart' (Ten Speed Press) ISBN 9781580 080118
- 2006 'Blame It on the Dog: A Modern History of the Fart' (Ten Speed Press) ISBN 9781580 087513
- 2009 'The Compleat Motherfucker: A History of the Mother of All Dirty Words' (Feral House) ISBN 9781932 595413
- 2010 'Did Somebody Step on a Duck? A Natural History of the Fart' (Ten Speed Press/Random House) ISBN 9781580 081337